# Lac Dix Milles
Lac Dix Milles är en sjö i Kanada.   Den ligger i regionen Outaouais och provinsen Québec, i den sydöstra delen av landet, 220 km nordväst om huvudstaden Ottawa. Lac Dix Milles ligger 319 meter över havet. Arean är 12,6 kvadratkilometer. Den sträcker sig 11,5 kilometer i nord-sydlig riktning, och 6,8 kilometer i öst-västlig riktning.
I omgivningarna runt Lac Dix Milles växer i huvudsak blandskog. Trakten runt Lac Dix Milles är nära nog obefolkad, med mindre än två invånare per kvadratkilometer.